# Olyreae
Olyreae Kunth ex Spenn. é uma tribo da subfamília Bambusoideae.

## Sinônimo
- Parianeae

## Gêneros

### *Referência:GRIN Taxonomy for Plants USDA
Agnesia - Arberella - Buergersiochloa - Cryptochloa - Diandrolyra - Ekmanochloa - Eremitis - Froesiochloa - Lithachne - Maclurolyra - Mniochloa - Olyra - Pariana - Parodiolyra - Piresia - Piresiella - Raddia - Raddiella - Rehia - Reitzia - Sucrea

### *Referência:Taxonomy Browser NCBI
Buergersiochloa, Eremitis, Lithachne, Olyra, Pariana, Raddia, Sucrea